# Nigel Davenport
Nigel Davenport (Shelford, 23 de maig de 1928- Londres, 25 d'octubre de 2013) va ser un actor de teatre, televisió i cinema anglès.

## Biografia

### Primers anys
Davenport va néixer a Shelford, Cambridge, Cambridgeshire, Anglaterra, fill de Katherine Lucy (nascuda Meiklejohn) i Arthur Henry Davenport. Va créixer en una família acadèmica. Es va educar a St. Peter's de Seaford, Cheltenham College i Trinity College, Oxford, per estudiar originalment filosofia, política i economia però va canviar a l'anglès per consell del seu tutor.

### Carrera
Davenport va estrenar-se en escena al Savoy Theatre, amb la Companyia Shakespeare Memorial, abans de passar a la English Stage Company al Royal Court Theatre durant els anys 1960. Va començar a sortir al cinema i la televisió britàniques en papers secundaris, com de director de teatre amb Laurence Olivier en la versió cinematogràfica de The Entertainer (1960). Feia de Duc de Norfolk a Un home per a l'eternitat el 1966 i tenia el paper del Senyor Bothwell a Mary, Queen of Scots.
El 1972, feia de George Adamson, davant de Susan Hampshire a Living Free, la seqüela a Born Free. Davenport feia el paper principal a Phase IV, que va fracassar per trobar una audiència. Des d'aleshores ha seguit fent papers secundaris al cinema i la televisió en una successió de lords, inspectors de policia i oficials militars, com el General Ismay davant Nicol Williamson (Louis Mountbatten) a The Last Viceroy, una clàssica sèrie dramàtica de TV estrenada el 1986. A "Apple Cart" producció de Shaw de la BBC de 1974 feia de Rei Magnus, amb Prunella Scales i una Helen Mirren molt jove en un paper secundari.

## Curiositats
Per a la producció de 2001: una odissea de l'espai, Davenport va llegir el diàleg de Hal per als altres actors.
El seu pare era un administrador de l'Escola Sidney Sussex, Cambridge, Anglaterra.
El 2000, va interpretar a William Smithers en l'episodi Blue Herrings de Midsomer Murders.
Davenport va estar dues vegades casat:
- Helena White; una filla Laura i un fill Hugo
- L'actriu Maria Aitken (1972–80); un fill Jack Davenport que és també un actor. Segons Jerry Bruckheimer, productor de Pirates del Carib, el fill de Nigel Jack Davenport va ser triat com a James Norrington en part a causa de la implicació de Nigel a A High Wind in Jamaica.

Va ser entrevistat el 2008 per l'emissora de ràdio de Winchcombe, com a part d'un programa d'una hora sobre la seva vida i carrera.

## Filmografia
- Robin Hood (sèrie) Episodi "Too Many Earls" (1956)
- Look Back in Anger (1959)
- Peeping Tom (1960)
- The Entertainer (1960)
- Mix Me a Person (1962)
- Ladies Who Do (1963)
- Sands of the Kalahari (1965)
- Vent a les veles (1965)
- Un home per a l'eternitat (1966)
- Sebastian (1968)
- Mercenaris sense glòria (1968)
- The Royal Hunt of the Sun (1969)
- The Virgin Soldiers (1969)
- La forca pot esperar (1969)
- No Blade of Grass (1970)
- Mary, Queen of Scots (1971)
- Living Free (1972)
- L'atemptat (1972)
- South Riding (Sèrie TV)
- Bram Stoker's Dracula (1973)
- The Picture of Dorian Gray (1973)
- Phase IV (1974)
- L'illa del Dr. Moreau (1977)
- Stand Up, Virgin Soldiers (1977)
- Alba zulú (1979)
- Cry of the Innocent (1980- Gray Harrison Hunt)
- Carros de foc (1981)
- Nighthawks (1981)
- Masada (1981)
- Minder (1982)
- An Inspector Calls (Arthur Birling) (1982, Sèrie TV)
- Conte de Nadal (1984)
- Greystoke: La llegenda de Tarzan (1984)
- Caravaggio (1986)
- Lord Mountbatten: The Last Viceroy (1986)
- Death of a snowman
- Sense una pista (1988)
- Howards' Way (Sèrie TV) (1985-1990)
- Trainer (Sèrie TV) (1991)
- Keeping Up Appearances ("The Commodore") (1993)
- Treasure Seekers (1996)
- Longitude (minisèrie) (2000)
- David Copperfield (Sèrie TV) (2000) (USA)
- Midsomer Murders (Sèrie TV) (7 febrer 2009)